# Bubbiano
Bubbiano – miejscowość i gmina we Włoszech, w regionie Lombardia, w prowincji Mediolan.
Według danych na rok 2004 gminę zamieszkiwało 1400 osób, 466,7 os./km².